# The Ron Clark Story
Pour plus de détails, voir Fiche technique et Distribution.
The Ron Clark Story est un téléfilm américain réalisé par Randa Haines, sorti en 2006.

## Synopsis
En 1998, Ron Clark quitte son poste d'enseignant dans une école primaire de sa ville natale en Caroline du Nord, où il est connu pour ses méthodes pédagogiques innovantes qui permettent d'améliorer les résultats scolaires. Il décide de chercher un poste d'enseignant dans une école difficile du centre-ville de New York, où il estime pouvoir être plus utile. Il trouve un emploi à l'école primaire d'Inner Harlem, où les élèves sont classés en fonction de leur potentiel.

## Fiche technique
- Titre : The Ron Clark Story
- Autre titre : The Triumph
- Réalisation : Randa Haines
- Scénario : Annie DeYoung et Max Enscoe
- Musique : Mark Adler
- Photographie : Derick V. Underschultz
- Montage : Heather Persons
- Production : Tom Cox, Craig McNeil, Murray Ord et Jordy Randall
- Société de production : Alberta Film Entertainment, Granada Entertainment, Johnson & Johnson Spotlight Presentations et Magna Global Entertainment
- Pays :  États-Unis et  Canada
- Genre : Biopic et drame
- Durée : 90 minutes
- Première diffusion : 
  -  États-Unis : 13 août 2006
  -  France : 2006

## Distribution
- Matthew Perry : Ron Clark
- Ernie Hudson : le principal Turner
- Melissa De Sousa : Marissa Vega
- Patricia Idlette : Devina
- Judith Buchan : la principale de l'école Snowden
- Griffin Cork : Hadley
- Jerry Callaghan : Ron Clark Sr.
- James Dugan : M. Lively
- Patricia Benedict : Jean Clark
- C. J. Jackman-Zigante : Y'landa
- Aaron Grain : Jason
- Brandon Mychal Smith : Tayshawn
- Gerrick Winston : M. Solis
- Jacey Mah : Mlme. Hill
- Marty Ronaghan : Jackie Vasquez
- Micah Williams : Julio Vasquez
- Bren Eastcott : Badriyah
- Hannah Hodson : Shameika Wallace
- Candus Churchill : Doretha Wallace
- Isabelle Deluce : Alita
- Lashonda Mitchell : Raquel
- Pamela Crawford : Mlle. Benton
- Marty Antonini : Howard
- Patti Kim : Tisha

## Distinctions
Le film a été nommé pour trois Primetime Emmy Awards.